# Oktay Mahmuti
Oktay Mahmuti, (nacido el 7 de enero de 1966 en Skopje,  Macedonia) es un  exjugador de baloncesto y entrenador turco. Actualmente es entrenador del Darüşşafaka S.K..

## Carrera deportiva
Oktay ha dirigido al Efes Pilsen en dos etapas (2001-07 y 2012-13), al Galatasaray y al equipos italiano del  Benetton Treviso. En su palmarés aparecen 4 Ligas de Turquía, cuatro Copas, 2 Copas Presidente.
Desde 2014 entrena al Darüşşafaka S.K.

## Trayectoria como entrenador
- Efes Pilsen (2001-2007)
- Benetton Treviso (2007-2009)
- Galatasaray (2010-2012)
- Anadolu Efes S.K. (2012-2013)
- Darüşşafaka S.K. (2014-)